# Dicos

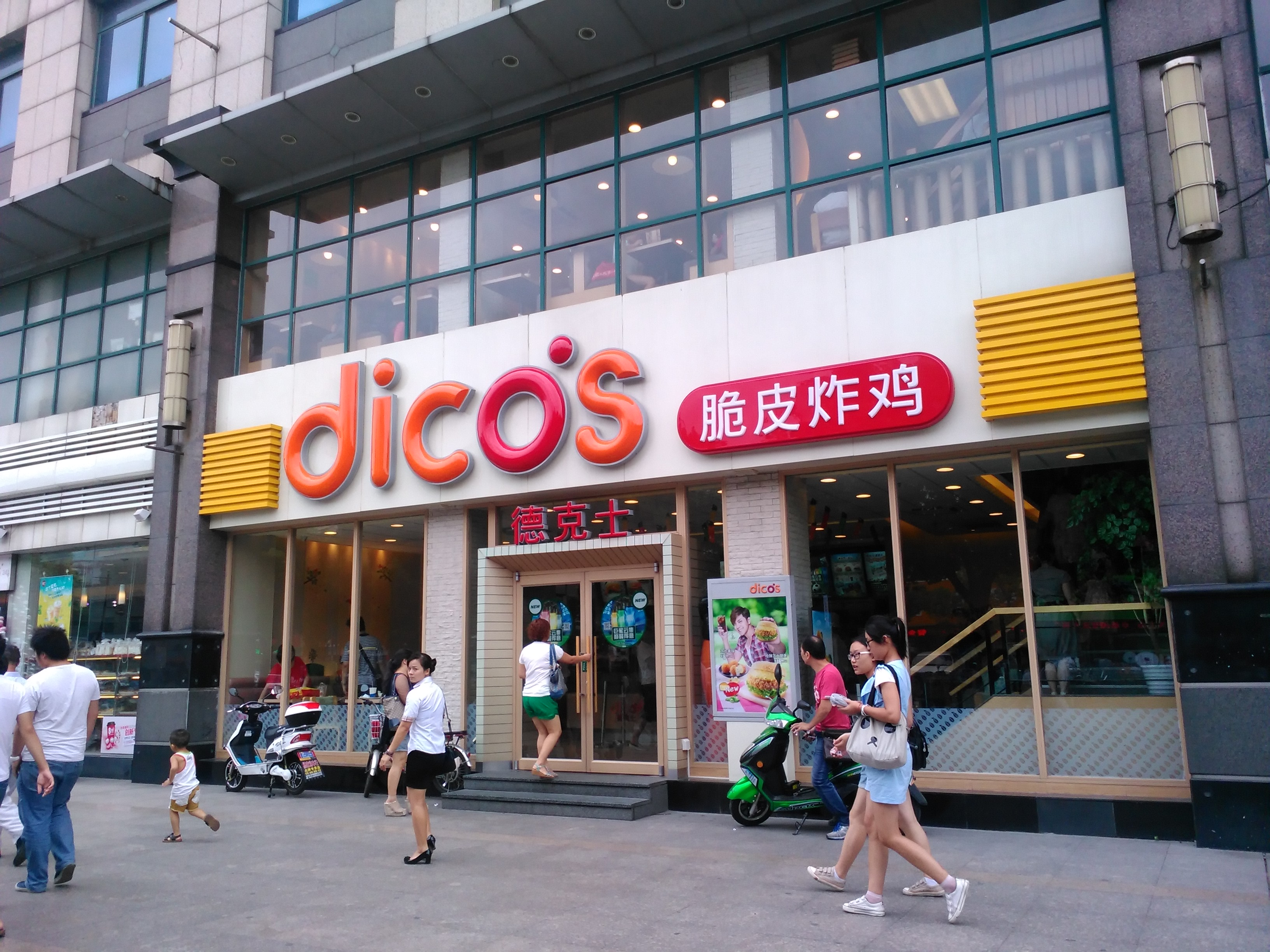
Một cửa hàng Dicos tại Thượng Hải

Dicos (tiếng Trung: 德克士; bính âm: Dékèshì) là một chuỗi nhà hàng thức ăn nhanh của Trung Quốc thuộc sở hữu của Công ty Dịch vụ Thực phẩm Ding Qiao Thiên Tân. Chuỗi nhà hàng này xếp thứ ba trong số ba doanh nghiệp thức ăn nhanh hàng đầu của Trung Quốc, nó có gần như nhiều nhà hàng như McDonald's. Chuỗi nhà hàng Dicos được thành lập vào năm 1994 tại Thành Đô, Tứ Xuyên, Trung Quốc.
Trụ sở chính của Dicos nằm ở tầng 10, Toà A của Tòa nhà Baichuan (S: 百川 大厦, P: Bǎichuān Dàshà) ở quận Jinjiang, Thành Đô. Công ty còn có văn phòng tại Trùng Khánh, Quý Dương, Vũ Hán và Trường Sa.
Trong năm 2010, tổng doanh số bán hàng tại Dico's và CNHLS (Wallace) là 1,3 tỷ USD.

## Liên kết
- Dicos (giản thể)

Bản mẫu:Establishments serving chicken